# لجندز آو آیدل‌آن
لِجِندز آو آیدِل‌آن (به انگلیسی: Legends of IdleOn) یک بازی رایگان به سبک برخط چندنفره گسترده می‌باشد که توسط استودیوی بازی سازی لاوافِلِیم۲ (LavaFlame2) ساخته شده‌است. نسخهٔ اولیهٔ این بازی در ۹ نوامبر ۲۰۲۰ برای اندروید، ۱۲ نوامبر ۲۰۲۰ برای نسخهٔ وب و در ۲ آوریل ۲۰۲۱ برای استیم منتشر شد.

## گیم‌پلی
در آغاز بازی، شما یک آموزش کوتاه می‌بینید که به شما اصول بازی را می‌آموزد. اصولی مانند چگونگی مبارزه با انواع شیاطین، چگونگی جمع‌آوری منابع و چگونگی ساخت وسایل با منابع جمع‌آوری شده. هنگامی که این آموزش کوتاه را تکمیل کردید، شما به جهان بزرگ افسانه‌های آیدل‌آن وارد می‌شوید که در آن ده‌ها تن از بازیکن دیگر درحال ماجراجویی هستند. پس از اتمام آموزش، بدون هیچ سلاح یا زرهی شروع به ماجراجویی می‌کنید و باید دنبال راهی باشید تا برای خود وسیله بسازید.
در این بازی شما علاوه بر اینکه می‌توانید کنترل یک شخصیت را در دست بگیرید، می‌توانید چند شخصیت نیز بسازید. در زمانی که شما کنترل شخصیت‌هایتان را در دست ندارید آنها به صورت خودکار برای شما کار می‌کنند و منابع جمع‌آوری می‌کنند. در طول بازی، شما می‌توانید به نبرد با هیولاها و شیاطین بروید، با وسایلی که از کشتن هیولاها، کار در معدن، قطع درختان، ماهی‌گیری، شکار حشرات، ساخت معجون و… به دست می‌آورید لباس و زره و سلاح‌های جدید برای خود بسازید، مهارت‌های خود را تقویت کنید و با بازکردن کلاس‌های مبارزه‌ای به بیش از ۶۰۰ مهارت دست یابید و یک کلاس مبارزه‌ای از بین جادوگر، مبارز، کماندار انتخاب کنید و در ادامه بازی کلاس خود را به رتبه‌های بالاتر ارتقا بدهید. همچنین می‌توانید کلاس خود را به ۳۸ کلاس مبارزه‌ای ارتقا بدهید. عناصر جدید را کشف کنید، ماموریت‌های فرعی و اصلی بازی را انجام دهید و مکان‌های جدیدی را کشف کنید و خود را برای مبارزه با غول‌های آخر آماده کنید.  بیش از یک میلیون بازیکن تاکنون در این بازی سفر خود را آغاز کرده‌اند.